# Genealogia dels sistemes d'escriptura derivats del protosinaític
Els sistemes d'escriptura derivats del protosinaític cobreixen la major part dels alfabets i abugides d'Europa, nord d'Àfrica i Àsia, sistemes que cobreixen gran part de les llengües majoritàries al món (tret del xinès).
El protosinaític és l'alfabet més antic conegut, d'escriptura lineal i per sons que es representen amb grafies concretes, a diferència de l'escriptura cuneïforme o els ideogrames. Va sorgir cap al 2000 aC a Egipte. Aquest va evolucionar el 1200 aC cap a dos abjads diferents: l'ugarític i el protocanaanita, que des d'Israel va donar lloc als alfabets moderns, agrupats en diferents famílies: l'alfabet fenici i l'abjad sud-aràbic.

## La família fenícia
L'alfabet fenici (c. 1000 aC) va evolucionar al seu torn cap a l'abjad arameu (900 aC a Síria), l'abjad samarià (600 aC a Israel), l'alfabet grec (800 aC), els sil·labaris ibèrics (de llengües que romanen en bona part sense conèixer) i l'abjad tifinagh (250 aC), de manera que es va expandir per totes les ribes del Mediterrani.

### La família aramea
L'abjad arameu va expandir-se cap a Orient, formant els sistemes d'escriptura de l'Índia que descendeixen de l'abugida brahmi (500 aC) i els de la majoria de països del sud-est asiàtic. Igualment va evolucionar cap a l'alfabet hebreu (300 aC), les escriptures perses, l'alfabet siríac, el nabateu i el mandaic (segle i).

#### Escriptures brahmi
Les escriptures brahmni es classifiquen segons la zona geogràfica. Un primer descendent és l'abugida txam (Vietnam, any 200). També en descendeix l'escriptura gupta, del nord de l'Índia, que va donar peu a l'alfabet hangul, el sistema d'escriptura tibetà i l'abugida devangari (1100), entre d'altres. La tercera branca està composta per l'abugida pallava (c. 400), que al seu torn va originar l'abugida khmer i el tai, així com els sistemes d'escriptura d'Indonèsia i Filipines. Al sud de l'Índia va aparèixer l'abugida kadamba (c. 450), que va desembocar en el kannada i el telugu, d'àmplia difusió. Altres branques índies estan formades per l'abugida kalinga, el grantha (pare dels abugides de Sri Lanka) i l'abugida ahom (1250). Del brahmi, per acabar, descendeix l'abugida tocari, que va ser clau en el comparatisme lingüístic.

#### Escriptures perses
De l'arameu descendeix el pahlavi (i d'ell l'abugida avèstic), usat per a escriure el persa. També per la zona de l'Iran va sorgir l'abjad part. L'abugida kharosti, l'altra gran branca persa, va expandir-se cap al Pakistan i l'Afganistan, creant sistemes autòctons que van acabar sent substituïts per alfabets perses i posteriorment àrabs.

#### L'alfabet siríac
L'alfabet siríac va tenir força descendents. Primerament va sorgir l'abjad sogdi, usat a l'Uzbekistan. D'ell deriven l'alfabet georgià (c. 100) i l'alfabet orkhon (c. 700, Mongòlia), que va influir en el primitiu sistema d'escriptura hongarès. També va donar lloc a l'alfabet uigur (c.1000), que va conviure a la Xina amb els ideogrames mandarins. Del uigur van néixer l'alfabet mongol i l'alfabet todo (segle xviii, al nord-oest de la Xina). Del mongol deriva l'alfabet manxú, usat des de l'Edat Moderna en un intent per simplificar l'escriptura xinesa tradicional.

### L'alfabet grec
L'alfabet grec va ser adoptat per nombrosos pobles pel prestigi de la seva cultura. Això explica que molta part de la literatura antiga s'hagi transmès en aquest sistema d'escriptura o en algun dels seus derivats. La primera branca grega està formada per l'alfabet de Cumas, pare l'alfabet etrusc, que va donar origen al seu torn a l'alfabet llatí (el més usat del món) i les runes germàniques. Els altres sistemes d'escriptura itàlics, com l'osc o el venètic, són parents d'aquesta branca.
La segona branca està composta per l'alfabet copte (200 aC), la tercera per l'alfabet gòtic ucrainès, la quarta per l'alfabet armeni (405) i el grecoibèric (500 aC). Totes elles van quedar extingides. La darrera branca és la de l'alfabet glagolític búlgar (863), del qual va néixer l'alfabet ciríl·lic.

## La família sud-aràbica
A part de l'alfabet fenici, el protocanaanita va donar lloc a l'abjad sud-aràbic (600 aC), que al seu torn va dividir-se en els sistems d'escriptura ge'ez, a Etiòpia, i el thamúdic. Aquests van ser reemplaçats per l'alfabet àrab i les seves variants després de la conquesta musulmana.